# Philippe Brunel
Philippe Brunel (Boulogne-sur-Mer, 28 febbraio 1973) è un allenatore di calcio ed ex calciatore francese, di ruolo centrocampista, tecnico del Valence.

## Biografia
I genitori hanno una pescheria a Boulogne. Si sposa con Catherine, dalla quale ha avuto una figlia e un figlio.

## Caratteristiche tecniche
Era un esterno sinistro.

## Carriera

### Club
Ha giocato per Boulogne, Lens, Gueugnon, Marsiglia, Lille, Sochaux, Angers e Valence.
Vince una coppa di lega nel 1994 e il titolo francese nel 1998 vestendo la maglia del Lens, società che ha maggiormente rappresentato durante la sua carriera.
Nel 2001 il Marsiglia lo cede inizialmente in prestito al Lille: quest'ultima società decide di acquistarlo a titolo definitivo nell'estate del 2002 in cambio di 1 milione di euro. Con il LOSC Lille vince la Coppa Intertoto 2004. Nella sua ultima stagione al Sochaux vince la Coppa di Francia: entrato nella ripresa, trasforma il rigore che decide la sfida, portando la propria squadra alla vittoria.
Vanta 345 incontri e 29 reti in Ligue 1, 99 presenze e 10 gol in Ligue 2, 27 sfide e 2 marcature nelle competizioni calcistiche europee. È tra i protagonisti del lungo cammino del Lens nella Coppa UEFA 1999-2000 dove i francesi eliminano diverse compagini, tra le altre, Kaiserslautern (5-3) e Atlético Madrid (6-4), venendo arrestati in semifinale dall'Arsenal, vittorioso 3-1 nel doppio confronto.

## Palmarès

### Club

#### Competizioni nazionali
- Coppa di Lega francese: 2

Lens: 1993-1994, 1998-1999
- Campionato francese: 1

Lens: 1997-1998
- Coppa di Francia: 1

Sochaux: 2006-2007

#### Competizioni internazionali
- Coppa Intertoto UEFA: 1

Lilla: 2004